# Rapporteur breton

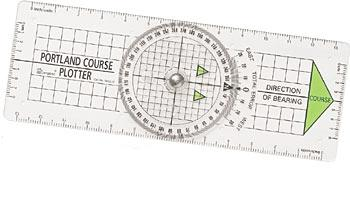
Un rapporteur breton

Un rapporteur breton, également connu sous le nom de règle-rapporteur Brocémer, de traceur de parcours Portland (en anglais : Portland Course Plotter) ou rapporteur Weems, du nom de fabricants ultérieurs produisant des appareils similaires, est un instrument de navigation utilisé pour la navigation nautique avec des cartes.
Le rapporteur breton contient une règle avec un rapporteur rotatif qui sert de rose des vents, permettant aux navigateurs de tracer un cap sur les cartes en alignant le Nord de la règle avec le Nord de la carte.

## Historique
Le traceur breton a été inventé dans les années 60 par le capitaine Yvonnick Gueret, un marin breton qui a développé le rapporteur lors de ses expériences d'enseignement de la navigation avec une règle Cras (invention de Jean Émile Paul Cras). Guéret était commandant de navires marchands, a servi sur de petits bateaux de pêche, a livré des yachts privés et a ensuite enseigné la navigation. Tout en enseignant, il a constaté que les étudiants avaient du mal à utiliser les traceurs les plus complexes courants à l'époque et a décidé de fabriquer le sien.
L'appareil de Gueret a été mis sur le marché en 1979 et acclamé par des publications telles que Yachting World. Parce qu'il n'a pas breveté le traceur, de nombreux autres fabricants ont publié leurs propres versions, comme le "British Portland Course Plotter". Gueret étendit plus tard l'utilisation du traceur à la navigation aérienne des petits avions.

## Usage
Si aujourd'hui la navigation à l'estime a relativement disparu, le rapporteur breton reste présent sur certains navires, notamment de plaisance. En cas d'avarie, celui-ci, grâce à sa grande facilité d'utilisation, peut sauver des vies.
Le rapporteur breton (connu sous ses noms anglais de Portland Course Plotter) est préponderant dans la marine de plaisance anglo-saxonne.

## Avantages
- Plus simple d'utilisation que la règle Cras, notamment pour la lecture des angles
- Plus compact[4]

## Inconvénients
- Imprécision dans la valeur des relevements, du fait du mouvement de la rose des vents
- Moins durable, car la roue est mobile et donc s'use.